# Gij zult niet doden (film)
Gij zult niet doden (Pools: Krótki film o zabijaniu, letterlijk: korte film over doden) is een Poolse film uit 1988 van regisseur Krzysztof Kieślowski. Het is de tot bioscooplengte uitgebreide versie van deel 5 uit de televisieserie Dekaloog.

## Verhaal
De film toont drie personages: een brutale taxichauffeur die er genoegen in schept zijn medemensen te treiteren, een zwervende jongeman die de tijd doodt met vandalisme, en een net afgestudeerde jurist die aan zijn advocatencarrière begint.
De zwerver stapt in de taxi en laat hem naar een verlaten landweg rijden, waar hij de chauffeur tracht om te brengen door wurging, en hem ten slotte de schedel inslaat met een steen. 
Na zijn arrestatie krijgt hij de advocaat als raadsman. Zijn kansen in het proces zijn echter nihil door de verpletterende bewijslast en het gebrek aan ervaring van de advocaat. De zwerver wordt ter dood veroordeeld en opgehangen.

## Rolverdeling
| Acteur            | Personage     |
| ----------------- | ------------- |
| Miroslaw Baka     | zwerver       |
| Krzysztof Globisz | advocaat      |
| Jan Tesarz        | taxichauffeur |

## Ontvangst en prijzen
De film brengt op een kille wijze zowel de moord op de taxichauffeur als de voltrekking van de doodstraf in beeld. Dit beroerde zozeer de gemoederen in Polen dat alle geplande executies vanaf 1989 werden opgeschort, tot de doodstraf er in 1998 formeel werd afgeschaft.
De film won de prijs van de jury op het Filmfestival van Cannes en de prijs voor beste Europese film in 1988.